# (444030) 2004 NT33
(444030) 2004 NT33 es un objeto clásico transneptuniano y posible planeta enano del cinturón de Kuiper en la región más externa del Sistema Solar, de aproximadamente 450 km (kilómetros) de diámetro. Fue descubierto el 13 de julio de 2004 por astrónomos del Observatorio Palomar, California, Estados Unidos.

## Órbita y clasificación
2004 NT33 es un «cubewano», un objeto de baja excentricidad en el cinturón de Kuiper, que orbita el Sol a una distancia de 36,8 a 50,0 UA (unidades astronómicas) una vez cada 286 años y 2 meses (104 527 días). Su órbita tiene una excentricidad de 0,15 y una inclinación de 31° con respecto a la eclíptica. Actualmente, se encuentra a 39 UA del sol.
Se tomó una primera pre-recuperación en el Observatorio de Siding Spring en 1982, extendiendo el arco de observación del cuerpo en 22 años antes de su observación oficial de descubrimiento en Palomar.